# Chaudefontaine (Doubs)
Chaudefontaine – miejscowość i dawna gmina we Francji, w regionie Burgundia-Franche-Comté, w departamencie Doubs. W 2013 roku populacja ówczesnej gminy wynosiła 212 mieszkańców. 
W dniu 1 stycznia 2018 roku z połączenia dwóch ówczesnych gmin – Chaudefontaine oraz Marchaux – utworzono nową gminę Marchaux-Chaudefontaine. Siedzibą gminy została miejscowość Marchaux.